# Czesław Święcicki
Czesław Święcicki h. Jastrzębiec (ur. 5 października 1894 w Maliszewie, zm. 29 listopada 1952 w Londynie) – major kawalerii Wojska Polskiego, kawaler Orderu Virtuti Militari.

## Życiorys
Urodził się 5 października 1894, w rodzinie Tadeusza z rodu Święcickich h. Jastrzębiec (1866–1926) i Jadwigi z Gockowskich h. Prawdzic (1866–1940).
Po odzyskaniu niepodległości przez Polskę wstąpił do Wojska Polskiego. Zweryfikowany do stopnia porucznika kawalerii. Przydzielony do 2 pułku Ułanów Grochowskich, wraz z którym brał udział w wojnie polsko-bolszewickiej. Za udział w wojnie otrzymał Order Virtuti Militari. 
3 maja 1926 roku został mianowany rotmistrzem ze starszeństwem z dniem 1 lipca 1925 roku i 34. lokatą w korpusie oficerów kawalerii. Pozostał w macierzystym pułku, stacjonującym w garnizonie Suwałki. Następnie służył w 8 pułku strzelców konnych w garnizonie Chełmno. W 1937 roku został kwatermistrzem pułku. W następnym roku zajmowane przez niego stanowisko kwatermistrza zostało podniesione do rangi II zastępcy dowódcy pułku.
W czasie kampanii wrześniowej był kwatermistrzem 8 pułku strzelców konnych. Został wzięty do niewoli przez Niemców. Był osadzony w Oflagu VII A Murnau. Po zakończeniu wojny i oswobodzeniu pozostał na emigracji osiadając w Wielkiej Brytanii. Zamieszkiwał w Londynie. Zmarł 29 listopada 1952. Został pochowany na cmentarzu w londyńskiej dzielnicy Wimbledon.
Jego żoną była Kazimiera z Jasiewiczów h. Rawicz (1904–1974).

## Ordery i odznaczenia
- Krzyż Srebrny Orderu Virtuti Militari
- Krzyż Niepodległości (16 marca 1937)[4][5]
- Krzyż Walecznych (dwukrotnie – „za czyny męstwa i odwagi wykazane w bojach toczonych w latach 1918–1921”)
- Złoty Krzyż Zasługi
- Srebrny Krzyż Zasługi (10 listopada 1928)[6]
- Order Krzyża Orła III klasy (Estonia, zezwolenie w 1931)[7]
- Krzyż Oficerski Orderu Kambodży (III Republika Francuska, zezwolenie w 1933)[8]
- Krzyż Oficerski Orderu Trzech Gwiazd (Łotwa, zezwolenie w 1933)[9]
- Medal 10 Rocznicy Wojny Niepodległościowej (Łotwa, zezwolenie w 1929)[10]